# Alban Ukaj
Alban Ukaj (ur. 25 listopada 1980 w Prisztinie) – kosowski aktor filmowy, teatralny i telewizyjny.

## Życiorys
Po zakończonej wojnie w Kosowie zaczął w 1999 r. studiować na Akademii Sztuk Pięknych w Prisztinie. W 2001 lub 2003 roku przeprowadził się do Sarajewa, gdzie kontynuował naukę w szkole aktorskiej.

## Filmografia

### Filmy
| Rok  | Tytuł                      | Rola         |
| ---- | -------------------------- | ------------ |
| 2003 | Zapalnik                   | Glavar       |
| 2005 | Ram za sliku moje domovine | Momak        |
| 2005 | Prva plata                 |              |
| 2005 | Magiczne oko               | Berti        |
| 2006 | Sve dzaba                  | Razbijac 2   |
| 2006 | Brod ludaka                |              |
| 2007 | Dub                        | Amar         |
| 2008 | Milczenie Lorny            | Sokol        |
| 2008 | Soping                     | ojciec       |
| 2008 | Cuvari noci                | Pekar        |
| 2010 | Jej droga                  | Mirza        |
| 2010 | Snovi                      | marzyciel    |
| 2011 | J.A.C.E.                   | Jace         |
| 2011 | Akumulator                 | Cygan        |
| 2014 | Bota                       | Mili         |
| 2015 | Sabina K.                  | Sasa         |
| 2015 | Ojciec                     |              |
| 2016 | Richard III                | Buckingham   |
| 2017 | Niebo zostało oszukane     |              |
| 2017 | Małżeństwo                 | Bekim        |
| 2018 | Drita                      | żołnierz     |
| 2019 | Tica                       | ortopeda     |
| 2019 | Pun mjesec                 | Hamza        |
| 2019 | Sympatia dla diabła        | Bruce Howard |
| 2020 | Aida                       | Tarik        |
| 2020 | Full Moon                  |              |
| 2021 | Tabija                     | Alen         |
| 2021 | Radio Freedom              | Alen         |
| 2021 | Albańska dziewica          | Luk Fiku     |

### Seriale
| Rok  | Tytuł                  | Rola        | Uwagi                          |
| ---- | ---------------------- | ----------- | ------------------------------ |
| 2004 | Crna hronika           | Sejo        | Odcinki 13, 17-18, 21 sezonu 1 |
| 2008 | Lud, zbunjen, normalan | Beriz       | Odcinek 20 sezonu 1            |
| 2019 | Uspjeh                 | Fikret      | Odcinek 3                      |
| 2019 | Besa                   | Avdi Malici | Odcinek 10 sezonu 1            |
| 2021 | Klan                   | Lipa        | Odcinek 5                      |

## Kontrowersje
Alban Ukaj wielokrotnie zwracał się do władz Bośni i Hercegowiny z prośbą o nadanie obywatelstwa; mimo spełniania wymogów, zawsze spotykał się z odmową motywowaną prawdopodobnie jego pochodzeniem.